# Haymakers de Troy
Les Haymakers de Troy (en anglais : Troy Haymakers) sont un club de baseball basé à Troy dans l'État de New York aux États-Unis, qui opère en National Association en 1871 et 1872. 

## Histoire

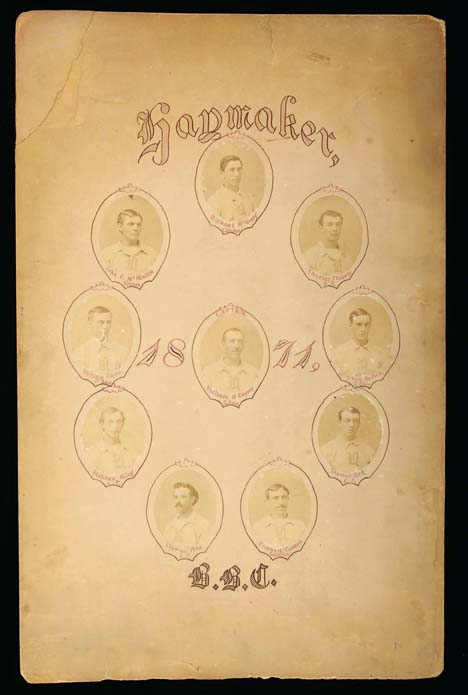
Photographie des membres de l'équipe en 1871.

Durant l'ère amateur, les Haymakers sont déjà une formation renommée. Les propriétaires de l'équipe sont des parieurs new-yorkais qui n'hésitent pas à truquer les parties. John Morrissey, ancien champion du monde de boxe, et futur membre de la Chambre des représentants des États-Unis, est le plus emblématique des propriétaires des Haymakers. Il fait fortune dans le jeu, en contrôlant notamment hippodromes et casinos, et utilise les Haymakers « comme un dé pipé ou une carte marquée ».
Le Haymakers' Grounds où évolue le club pour ses matchs à domicile se trouve sur le territoire du village de Lansingburgh, incorporé à Troy en 1900. C'est là que se tient le 28 juin 1871 le match record de l'histoire des Ligues majeures en matière de points : les Athletics de Philadelphie s'imposent 49-33 face aux Haymakers.
Le club abandonne ses activités après la saison 1872 en raison des trop maigres recettes enregistrées.

## Saison par saison
| Saison | Ligue  | Saison régulière | Saison régulière | Saison régulière | Saison régulière | Saison régulière |
| Saison | Ligue  | Class.           | Vic.             | Déf.             | Nuls             | %Vic.            |
| 1871   | NAPBBP | 5e               | 15               | 10               | 0                | 0,600            |
| 1872   | NAPBBP | 6e               | 13               | 15               | 1                | 0,464            |